# Кахраманмараш (провінція)
Кахраманмараш (тур. Kahramanmaraş) — провінція в Туреччині, розташована на півдні країни. Столиця — місто Кахраманмараш. Це найсхідніша провінція Середземноморського регіону. Історично провінція відома під назвою Мараш.  
Населення  1 034 727 (станом на 2007 рік) жителів. Провінція складається з 10 районів.